# Garden Court Condominiums
Garden Court Condominiums (originalmente Garden Court Apartments) es un edificio de condominios ubicado en 2900 East Jefferson Avenue en Detroit, la ciudad más poblada del estado de Míchigan (Estados Unidos). Fue incluido en el Registro Nacional de Lugares Históricos en 1985. 

## Descripción
Garden Court Apartments es un edificio en forma de H de nueve pisos de altura con una fachada simétrica que da a avenida Jefferson. Los dos pisos más bajos están revestidos con piedra caliza, mientras que el resto del edificio está hecho de ladrillo rojo. Dos unidades de ventana salediza redondeadas se elevan los nueve pisos completos. El piso superior tiene hileras de cinturones de piedra caliza y marcos de ventanas, y una balaustrada corre a lo largo del borde del techo plano.

## Historia
Los apartamentos Garden Court fueron construidos para J. Harrington Walker (de Hiram Walker & Sons) en 1915. Walker vivía al otro lado de la calle del Garden Court; cuando el edificio estuvo terminado, se mudó a uno de los apartamentos.
El edificio albergaba originalmente 32 apartamentos de lujo muy grandes. En 2008, los Garden Court Apartments se convirtieron en un condominio, con 65 unidades de una, dos y tres habitaciones.
El edificio apareció en el programa de televisión Martin.